# Club Deportivo Basconia
|  | Aquest article tracta sobre el club de futbol. Si cerqueu el club de basquetbol, vegeu «Saski Baskonia». |

El Club Deportivo Basconia, també anomenat Baskonia, és un club de futbol basc de la ciutat de Basauri, Biscaia.

## Història
Va ser fundat el 14 de març de 1913 amb el nom CD Basconia. El seu nom prové de l'empresa siderúrgica La Basconia. En la seva trajectòria destaquen les sis temporades que va jugar a Segona Divisió, entre 1957 i 1963. El 1997 esdevingué filial de l'Athletic de Bilbao.
Fins a l'any 2007 jugà al camp Pedro López Cortázar amb capacitat per a 8.500 espectadors. A partir de 2007 juga a Artunduaga.

## Títols
- Tercera Divisió espanyola de futbol:
  - 1956-57, 1984-85, 1997-98, 2002-03
- Campionat d'Espanya d'Aficionats:
  - 1951

## Entrenadors destacats
- Javier Clemente

## Jugadors destacats
Nota: lliga de jugadors que han disputat almenys 50 partits de lliga amb l'Athletic de Bilbao o han assolit estatus internacional.
| - Fernando Amorebieta - Daniel Aranzubia - José Argoitia - Joseba Arriaga - Beñat - Javier Casas | - Luis María Echeberría - Borja Ekiza - Unai Expósito - Carlos Gurpegi - Gorka Iraizoz - Andoni Iraola | - José Ángel Iribar - Ander Iturraspe - Aymeric Laporte - Enrique Larrinaga - Fernando Llorente - Luis Prieto | - Mikel Rico - Markel Susaeta - Ustaritz - Óscar Vales - Francisco Yeste |